# Anton Francesco Doni
Anton Francesco Doni (Florencia, 16 de mayo de 1513-Monselice, septiembre de 1574) fue un escritor, traductor y editor italiano.

## Biografía
Era hijo del peluquero Bernardo di Antonio Doni y nació en el barrio florentino de San Lorenzo; al parecer estaba emparentado con el poeta Salvino, amigo de Dante Alighieri. Tras un paréntesis de unos años como fraile, colgó los hábitos y en 1542 se trasladó a Piacenza, donde estudió durante algún tiempo jurisprudencia y se convirtió en miembro de la Academia Ortolana con el sobrenombre de "Semenza". Allí comenzó su actividad literaria publicando en 1543 una colección de cartas. En 1544 se trasladó a Venecia y allí permaneció una breve temporada antes de marchar a Roma y de nuevo a Florencia, donde abrió una imprenta y se convirtió en el primer secretario de la Academia de los húmedos. Pero su actividad de impresor fue breve (1546-1548) y no estuvo exenta de polémica por ediciones defectuosas o mal autorizadas. En 1547 regresó a Venecia, donde siguió editando obras propias y ajenas e ingresó en la Academia de los peregrinos; a partir de entonces se consagró por entero a la profesión literaria. De 1550 a 1553 publicó algunos de sus libros más importantes: la Libraria (1ª parte 1550; 2ª parte 1551), uno de los primeros intentos de catálogo bibliográfico de la literatura italiana; la Zucca (1551), obra donde se mezclan facecias, chistes, cuentos y refranes y pronto traducida al español; los Pistolotti amorosi (1552), que incluyen textos amorosos y de parodia petrarquista; los Marmi (1552), libro de carácter misceláneo; los Mondi (1552) y los Inferni (1553). Su fama fue enorme en España; es evidente en la obra de Francisco de Quevedo; Baltasar Gracián nombra su Libraria en el Criticón; muy posiblemente los Marmi inspiraron el comienzo de El diablo Cojuelo de Luis Vélez de Guevara y Pedro Liñán de Riaza menciona los Marmi y la Zucca en su poema "La vida del pícaro":
El Doni entre sus Mármoles divulga
urbanos cuentos; en La Zucca pinta
un necio que entre sabios se repulga.
I mondi ("Los mundos", 1552) es una narración inspirada en la Utopía (1516) de Tomás Moro que el mismo Doni había publicado en Venecia en 1548 en traducción desde el latín por Ortensio Lando. Es considerada una de las obras utópicas renacentistas precursoras de la literatura fantacientífica o ciencia ficción italiana. Según Jacques Droz, «basa en la religión natural y en la búsqueda del placer la descripción de una sociedad comunista ampliada al terreno sexual». La obra influyó en Ciudad del Sol de Tomás Campanella, que junto con la obra de Moro constituye la obra utópica más importante de los inicios de la Edad Moderna.
Su carácter polémico lo llevó a mezclarse en diatribas violentas con Lodovico Domenichi y con Pietro Aretino, antes amigos suyos. En Venecia escribió la mayor parte de sus obras y en 1555 se trasladó a Pésaro con la esperanza de conseguir un trabajo del duque Guidobaldo II della Rovere. Esa esperanza se desvaneció a causa de las disputa que mantuvo con Pietro Aretino, al que Doni respondió con un libelo infamante en que, entre otras cosas, predecía la muerte del Aretino en un año... lo que en efecto ocurrió. En 1564 dejó de nuevo Venecia y, tras estancias cortas en Ancona y Ferrara, se retiró con un hijo suyo a Monselice, donde residió ya hasta su muerte.
Compuso una importante obra bibliográfica, La libraria del Doni fiorentino. Nella quale sono scritti tutti gl'autori vulgari con cento discorsi sopra quelli. Tutte le tradutioni fatte all'altre lingue, nella nostra & una tavola generalmente come si costuma fra librari, (1550). Fue el primer intento de bibliografía de publicaciones en italiano y, aunque tenía escaso conocimiento de las materias bibliográficas, como él mismo admitía, no albergaba la pretensión de recoger todo lo que podía, sino solamente resultar útil a quien debía encontrar un documento difícil de recabar. Por otra parte, a diferencia de Gesner y Trithemius, sus inmediatos e ilustres predecesores en la historia de la bibliografía, el Doni la intituló Libraria e introdujo comentarios a las obras en lengua vulgar.
Parece que Doni tuvo bastante éxito en España, en cuyo idioma se tradujo La Zucca, que se imprimió en Venecia en 1551 como la edición italiana, con el título La Zucca en Spañol. Es reciente la edición de ese texto al cuidado de Daniela Capra (Turín, 2015). Además, la inclusión de una novela de Doni traducida en el Honesto y agradable entretenimiento de damas y galanes (1578) de Francisco Truchado (versión castellana de Le piacevoli notti de Straparola) confirmaría la buena recepción del escritor florentín en lengua castellana.

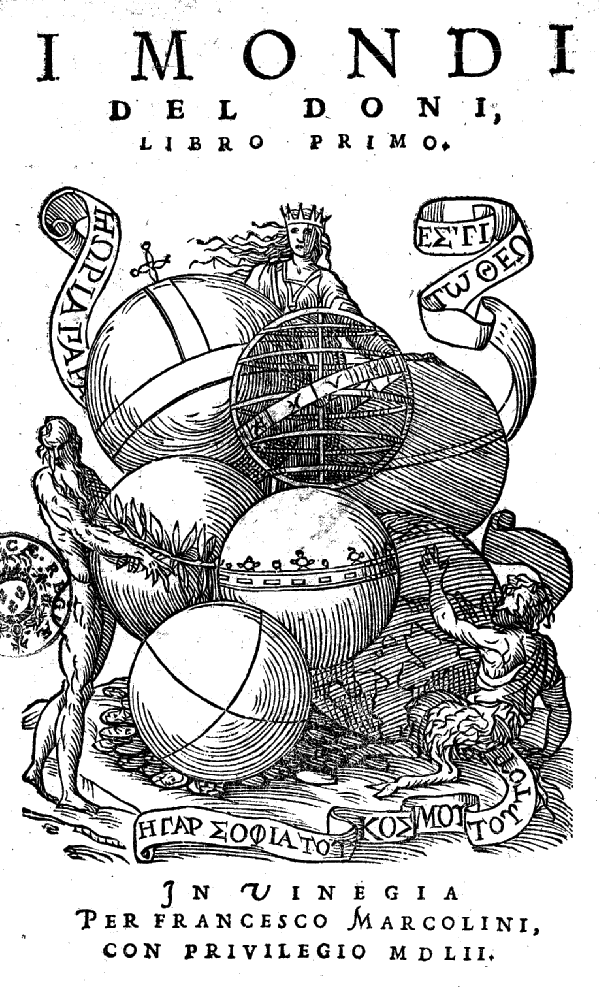
Portada de Il Mondi o El mundo prudente e insensato (1552)

## Obras
- Lettere d'Antonfrancesco Doni, In Vinegia: per Girolamo Scotto, 1544
- Lettere del Doni libro primo, in Fiorenza: per il Doni, 1546; .
- Lettere del Doni. Libro secondo, In Fiorenza : appresso il Doni, IX di settembre 1547.
- Tre libri di lettere del Doni. E i termini della lingua toscana, In Vinegia : per Francesco Marcolini da Forlì, 1552
- Pistolotti amorosi del Doni, con alcune altre lettere d'amore di diversi autori, ingegni mirabili et nobilissimi, In Vinegia : appresso Gabriel Giolito de Ferrari e fratelli, 1552. Es una colección de cartas de amor, escrita en su mayor parte por el mismo Doni. Incluye las Stanze villanesche dello Sparpagliola alla Silvana sua innamorata, que en 1550 fueron publicadas en parte en Bologna, y fueron reimpresas independientemente al cuidado de Giuseppe Baccini en 1887.[6] En esta obra declara explícitamente su fastidio por la dulcedumbre amorosa del petrarquismo, de moda en el siglo XVI.
- L'epistole di Seneca. Ridotte nella lingua toscana, per il Doni, In Vinegia : per Aurelio Pincio, 1548
- La fortuna di Cesare, tratta da gl'autori latini, In Vinegia : appresso Gabriel Giolito de Ferrari et fratelli, 1550
- La libraria del Doni fiorentino. Nella quale sono scritti tutti gl'autori vulgari con cento discorsi sopra quelli. Tutte le tradutioni fatte all'altre lingue, nella nostra & una tavola generalmente come si costuma fra librari, In Vinegia : appresso Gabriel Giolito de Ferrari, 1550. Fue la primera bibliografía que tuvo por propósito los libros italianos impresos hasta entonces, un siglo después de la primera Biblia impresa por Johannes Gutenberg. Ugo Foscolo sin embargo la criticó por su caprichosa selección de autores.[7]
- La seconda libraria del Doni. Al Signor Ferrante Caraffa, In Venetia : per Francesco Marcolini, 1551. Nel mese di Zugno. Tiene por asunto los textos manuscritos italianos que Doni atestigua haber visto directamente. Recoge muchas noticias, las más de las veces ingeniadas con fines cómicos.
- La Zucca del Doni, In Vinegia : per Francesco Marcolini, 1551
- Fiori della zucca del Doni, In Vinegia : per Francesco Marcolini, 1552
- Foglie della zucca del Doni, In Vinegia : per Francesco Marcolini, 1552)
- Frutti della zucca del Doni, In Vinegia : per Francesco Marcolini, 1552
- La zucca del Doni fiorentino. Diuisa in cinque libri di gran ualore, sotto titolo di poca consideratione. Il ramo, di chiacchiere, baie, & cicalamenti. I fiori, di passerotti, grilli, & farfalloni. Le foglie, di dicerie, fauole, & sogni. I frutti, acerbi, marci, & maturi. & Il seme; di chimere, & castegli in aria, In Venetia : appresso Fran. Rampazetto : ad instantia di Gio. Battista, & Marchio Sessa fratelli, 1565
- I Marmi del Doni, Academico Peregrino. Al mag.co et eccellente S. Antonio da Feltro dedicati, In Vinegia : per Francesco Marcolini, 1552. Se trata de una colección de diálogos; finge haber sido transformado en un pájaro que así puede volar y escuchar las conversaciones de Florencia. Como tantas otras obras de Doni, tiene el carácter de una sátira menipea. ¡En el diálogo Carafulla e Ghetto Pazzi del Ragionamento primo hace especular al bufón Carafulla sobre el heliocentrismo a apenas nueve años de la publicación del De Revolutionibus orbium coelestium de Nicolás Copérnico y ochenta años antes de la publicación del Dialogo sopra i due massimi sistemi del mondo de Galileo Galilei!
- La seconda parte de marmi del Doni al reverendissimo monsignor, il signor Ascanio Libertino, vescouo d'Auellino, dedicati, In Vinegia : nell'Academia Peregrina, 1552 (In Vinegia : per Francesco Marcolini, 1552)
- La terza parte de marmi, del Doni fiorentino; allo illustrissimo, & eccellentissimo signore, il signor don Ferrante Gonzaga dedicati, In Vinegia : per Francesco Marcolini, 1552
- La quarta parte de marmi del Doni. Al r. monsignor Bernardino Argentino dedicati, In Vinegia : per Francesco Marcolini, 1552.
- Mondi celesti, terrestri, et infernali, de gli Academici pellegrini: composti dal Doni; mondo piccolo, grande, misto, risibile, imaginato, de pazzi, & massimo, inferno, de gli scolari, de malmaritati, delle puttane, & ruffiani, soldati, & capitani poltroni, dottor cattivi, legisti, artisti, degli vsurai, de poeti & compositori ignoranti, In Vinegia : appresso Gabriel Giolito de' Ferrari, 1562. También es una colección de diálogos en los que expone la utopía de una sociedad anárquico-comunista según la  Utopía de Tomás Moro y con reminiscencias de La República de Platón.[8]
- I Mondi del Doni, libro primo, In Vinegia : per Francesco Marcolini, del mese d'aprile 1552
- L'academia peregrina e i mondi sopra le medaglie del Doni, In Vinegia : nell'Accademia p., 1552
- Inferni del Doni Academico Pellegrino. Libro secondo de Mondi, In Vinegia : nell'Academia Peregrina per Francesco Marcolini, 1553
- Rime del Burchiello comentate dal Doni, In Vinegia : per Francesco Marcolini, 1553.
- Il Cancellieri del Doni, libro dell'eloquenza, nel qual si vede per similitudine, la virtù del dire de gli antichi saui, & de moderni uirtuosi, in ogni impresa honorata; di guerra, di stato, & potenza. Risoluendo con le vere sentenze, tratte da greci, da latini, et da gli huomini mirabili della lingua nostra, In Vinegia : appresso Gabriel Giolito de' Ferrari, 1562
- Il Cancellieri del Doni, libro della memoria doue si tratta per paragone della prudenza de gli antichi, con la sapienza de moderni in tutte le attioni del mondo, & fatti honorati d'arme, di dominio, & magistrato. Terminando tutto con le proprie sentenze; cauate da greci, da latini et della nostra lingua d'huomini illustri della lingua nostra, In Vinegia : appresso Gabriel Giolito de' Ferrari, 1562
- Pitture del Doni academico pellegrino. Nelle quali si mostra di nuoua inuentione: amore, fortuna, tempo, castita, religione, sdegno, riforma, morte, sonno & sogno, huomo, republica, & magnanimita; diuise in due trattati, Libro primo, In Padoua : appresso Gratioso Perchacino, 1564
- Le ville del Doni, In Bologna : Appresso Alessandro Benacci, 1566
- La moral filosophia del Doni, tratta da gli antichi scrittori; allo illustriss. Signor don Ferrante Caracciolo dedeicata, In Vinegia : per Francesco Marcolini, 1552. La Filosofía moral es la traducción íntegra al italiano del Panchatantra, una colección india de cuentos en prosa entreverada de poemas en verso, de contenido ético o didáctico con apólogos y fábulas de animales. La Moral filosofia del Doni deriva del  Directorium humanae vitae de Giovanni da Capua.
- La filosofia morale, del Doni, tratta da molti degni scrittori antichi prudenti. Scritta per amaestramento uniuersale de gouerni, & reggimento particolare de gli huomini; con modi dotti, & piaceuoli nouelle, motti, argutie, & sententie, In Venetia : appresso li heredi di Marchio Sessa, 1567.